# Ганнасвілл (Пенсільванія)
Ганнасвілл (англ. Hannasville) — переписна місцевість (CDP) в США, в окрузі Венанго штату Пенсільванія. Населення — 159 осіб (2020).

## Географія
Ганнасвілл розташований за координатами 41°28′18″ пн. ш. 79°55′52″ зх. д. / 41.47167° пн. ш. 79.93111° зх. д. (41.471601, -79.930975).  За даними Бюро перепису населення США в 2010 році переписна місцевість мала площу 3,92 км², уся площа — суходіл.

## Демографія
Згідно з переписом 2010 року, у переписній місцевості мешкало 176 осіб у 68 домогосподарствах у складі 53 родин. Густота населення становила 45 осіб/км².  Було 76 помешкань (19/км²).
Расовий склад населення:
| - 95,5 % — білих - 2,3 % — чорних або афроамериканців - 1,1 % — корінних американців |

До двох чи більше рас належало 1,1 %. Частка іспаномовних становила 0,6 % від усіх жителів.
За віковим діапазоном населення розподілялося таким чином: 21,0 % — особи молодші 18 років, 62,0 % — особи у віці 18—64 років, 17,0 % — особи у віці 65 років та старші. Медіана віку мешканця становила 40,3 року. На 100 осіб жіночої статі у переписній місцевості припадало 97,8 чоловіків;  на 100 жінок у віці від 18 років та старших — 104,4 чоловіків також старших 18 років.
Середній дохід на одне домашнє господарство  становив 68 485 доларів США (медіана — 60 179), а середній дохід на одну сім'ю — 91 067 доларів (медіана — 95 417). За межею бідності перебувало 1,7 % осіб, у тому числі 0,0 % дітей у віці до 18 років та 0,0 % осіб у віці 65 років та старших.
Цивільне працевлаштоване населення становило 69 осіб. Основні галузі зайнятості: виробництво — 36,2 %, освіта, охорона здоров'я та соціальна допомога — 26,1 %, роздрібна торгівля — 13,0 %, мистецтво, розваги та відпочинок — 5,8 %.